# Liste der Krönungen der russischen Zaren und Kaiser

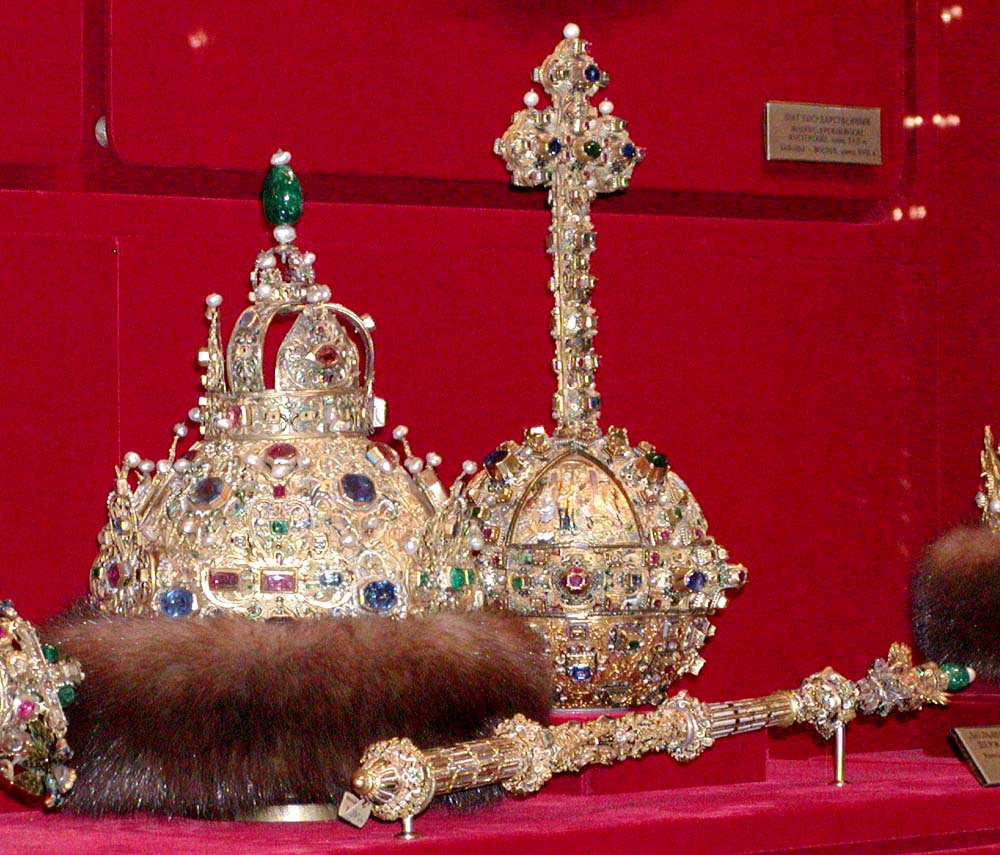
Insignien des Zaren Michael I.

Die Liste der Krönungen in Russland listet in chronologischer Reihenfolge alle Krönungen der russischen Zaren und Kaiser seit der ersten Mitregentenkrönung von Dmitri Iwanowitsch im Jahr 1498 auf.

## Zarenkrönungen
Angaben der Lebensdaten richten sich nach dem Gregorianischen Kalender
| Bild | Name (Lebensdaten)                                                | Thronfolge       | Krönung              | Anmerkungen zur Krönung |
| ---- | ----------------------------------------------------------------- | ---------------- | -------------------- | --- |
|      | Dmitri Iwanowitsch (* 1483; † 1509)                               | -                | 4. Februar 1498      | Enkel des Großfürsten Iwan III., der seit 1478 ungekrönt den Titel „Zar“ für sich benutzte. Dieser ließ ihn in der ersten Krönungszeremonie der russischen Geschichte zum Mitregenten krönen. Die Zeremonie lehnte sich stark an die Co-Regentenkrönungen des Byzantinischen Reiches aus dem 10. Jahrhundert an. Auch der Brauch der Münzüberschüttung der Zaren findet sich schon hier. |
|      | Wassili III. (* 1479; † 1533)                                     | 27. Oktober 1505 | 14. April 1502       | Ob Wassili III tatsächlich gekrönt wurde, ist in der Geschichtsschreibung umstritten. |
|      | Iwan IV., „der Schreckliche“ (* 25. August 1530; † 28. März 1584) | 4. Dezember 1533 | 16. Januar 1547      | Iwan IV. war der erste gekrönte Zar Russlands. Seine Zeremonie orientierte sich an den Kaiserkrönungen Byzanz’ des 14. Jahrhunderts. Durch den Metropoliten wurde Iwan mit der Mütze des Monomach gekrönt. |
|      | Fjodor I. (* 31. Mai 1557; † 17. Januar 1598)                     | 18. März 1584    | 31. Mai 1584         | Letzter gekrönter Zar der Dynastie der Rurikiden. Erhielt er als erster Zar die Kommunion am Altar |
|      | Boris Godunow (* 1552; † 23. April 1605)                          | 17. Februar 1598 | 3. oder 9. März 1598 | Durch den Semski Sobor zum Zaren gewählt und gekrönt. Die Krönung nimmt erstmals der Patriarch von Moskau vor. |
|      | Dimitri II., „der Falsche“ (* ca. 1580; † 17. Mai 1606)           | 20. Juni 1605    | 21. Juli 1605        | Als „Dimitri“ zum Zaren gekrönter Hochstapler. Er ließ seine Frau Marina mitkrönen, ein Brauch, der sich erst in der Kaiserzeit dauerhaft etablierte. |
|      | Wassili IV. (* 22. September 1552; † 12. September 1612)          | 19. Mai 1606     | 1. Juni 1606         | keine |
|      | Michael I. (* 22. Juli 1596; † 23. Juli 1645)                     | 21. Februar 1613 | 11. Juli 1613        | Begründer der Dynastie der Romanows. Michael I. wurde zum Zaren gewählt. Wie festlich seine Krönung nach der Zeit der Smuta war, ist nicht bekannt. |
|      | Alexei I. (* 29. März 1629; † 8. Februar 1676)                    | 13. Juli 1645    | 28. September 1645   | keine |
|      | Fjodor III. (* 9. Juni 1661; † 7. Mai 1682)                       | 30. Januar 1676  | 16. Juni 1676        | Als erster Zar empfing Fjodor III. die Kommunion am Altar. Die Münzüberschüttung der Zaren wurde so veränderte, dass die Münzen vor den Zaren gestreut wurden. |
|      | Iwan V. (* 6. September 1666; † 8. Februar 1696)                  | 26. Mai 1682     | 25. Juni 1682        | Doppelkrönung mit Peter I. Erste und einzige Doppelkrönung in Russland. Ein spezieller Doppelthron wurde extra angefertigt. |
|      | Peter I., „der Große“ (* 9. Juni 1672; † 8. Februar 1725)         | 27. April 1682   | 25. Juni 1682        | Doppelkrönung mit Iwan V. Für die Zeremonie mussten teilweise neue Regalien angefertigt werden, wie zum Beispiel die Monomachkappe der zweiten Serie. |

## Kaiserkrönungen
| Bild | Name (Lebensdaten)                                              | Thronfolge        | Krönung                         | Anmerkungen zur Krönung |
| ---- | --------------------------------------------------------------- | ----------------- | ------------------------------- | --- |
|      | Peter I., „der Große“ (* 9. Juni 1672; † 8. Februar 1725)       | 22. Oktober 1721  |                                 | Die Beendigung des Großen Nordischen Krieges, der dem Russischen Zarentum große Gebietserwerbungen im Ostseeraum und eine Großmachtstellung in Europa brachte, nahm Peter als Anlass, um 1721 den Kaisertitel einzuführen, um der gewachsenen Bedeutung und dem eigenen Anspruch Ausdruck zu verleihen. Er krönte zudem seine zweite Frau zur Kaiserin.      |
|      | Katharina I. (* 15. April 1684; † 17. Mai 1727)                 | 28. Januar 1725   | Mai 1724                        | Sie wurde bereits zu Lebzeiten Peters I. zur Kaiserin gekrönt. Neben der Krönung Marinas am 8. Mai 1606 war es die erst zweite Krönung einer Frau in Russland. Anlässlich ihrer Krönung erscheint das erste Krönungsalbum. Erstmals wird nicht die Mütze des Monomach zur Krönung verwendet, sondern eine neugeschaffene Mitrakrone.                         |
|      | Peter II. (* 23. Oktober 1715; † 29. Januar 1730)               | 6. Mai 1727       | 7. März 1728                    | Peter II. war der erste russische Kaiser, der prunkvoll Einzug in Moskau hielt, nachdem 1713 St. Petersburg die neue Hauptstadt geworden war. |
|      | Anna (* 7. Februar 1693; † 28. Oktober 1740)                    | 15. Februar 1730  | 28. April 1730                  | Einzige Krönung nach Peter II. die auf den Einzug nach Moskau verzichtete. Anna ließ für ihre Krönung eine neue Krone anfertigen. Diese Krone wurde auch von den Kaiserinnen Elisabeth und Katharina II. verwendet. |
|      | Elisabeth (* 29. Dezember 1709; † 5. Januar 1762)               | 25. Dezember 1741 | 25. April 1742                  | Elisabeth führte die Selbstkrönung der Kaiser in Russland ein. |
|      | Peter III. (* 21. Februar 1728; † 17. Juli 1762)                | 25. Dezember 1761 | posthum                         | Sein Sohn Paul I. ließ ihn posthum in einer Zeremonie krönen. |
|      | Katharina II., „die Große“ (* 2. Mai 1729; † 17. November 1796) | 28. Juni 1762     | 22. September 1762              | Katharina II. gab die Zarenkrone in Auftrag, die für ihre eigene Krönung jedoch nicht fertig wurde. Außerdem weitete sie die Feiern rund um die Krönung beträchtlich aus. |
|      | Paul (* 1. Oktober 1754; † 23. März 1801)                       | 6. November 1796  | 5. April 1797                   | Paul begründete die Tradition auf einem Schimmel in die Hauptstadt Einzug zu halten und führte die Primogenitur wieder ein. Seit der Krönung Pauls wurde seine Krone fortwährend verwendet. |
|      | Alexander I. (* 23. Dezember 1777; † 1. Dezember 1825)          | 12. März 1801     | 15. September 1801              | Erstmals wird die Kaiserin mit der neu geschaffenen kleinen Zarenkrone gekrönt. |
|      | Nikolaus I. (* 6. Juli 1796; † 2. März 1855)                    | 14. Dezember 1825 | 22. August 1826                 | Bei der Krönung Nikolaus I. verbeugte sich das Kaiserpaar erstmals dreifach von der Roten Treppe aus vor dem Volk. Die Verwendung der Zarenhymne geht ebenfalls auf diese Krönung zurück. Nikolaus krönte sich 1829 in Warschau mit der Krone Annas auch zum König von Polen. Dieser Vorgang blieb wegen der politischen Entwicklung Polens jedoch einmalig. |
|      | Alexander II. (* 29. April 1818; † 13. März 1881)               | 19. Februar 1855  | 26. August 1856                 | keine |
|      | Alexander III. (* 10. März 1845; † 1. November 1894)            | 2. März 1881      | 15. Maijul. / 27. Mai 1883greg. | Längste Zeitspanne zwischen Thronbesteigung und Krönung, sowie kürzester Aufenthalt in Moskau. |
|      | Nikolaus II. (* 18. Mai 1868; † 17. Juli 1918)                  | 21. Oktober 1894  | 14. Mai 1896                    | Letzter gekrönter Kaiser. Kurzzeitig erwog Nikolaus sich mit der Mütze des Monomach zu krönen. Für die Kaiserinmutter Maria Fjodorowna wurde für die Krönung Nikolaus’ eine neue Kaiserinnenkrone angefertigt. Beim Volksfest auf dem Chodynka-Feld kam es zu einer Massenpanik, bei der tausende Russen starben.                                            |